# Bradysia melanura
Bradysia melanura är en tvåvingeart som beskrevs av Werner Mohrig och Boris Mamaev 1982. Bradysia melanura ingår i släktet Bradysia och familjen sorgmyggor. Inga underarter finns listade i Catalogue of Life.